# (55733) Lepsius
(55733) Lepsius est un astéroïde de la ceinture principale.

## Description
(55733) Lepsius est un astéroïde de la ceinture principale. Il fut découvert le 27 novembre 1986 à Tautenburg par Freimut Börngen. Il présente une orbite caractérisée par un demi-grand axe de 2,98 UA, une excentricité de 0,12 et une inclinaison de 12,3° par rapport à l'écliptique.